# Jitka Landová
Jitka Landová, née le 20 juillet 1990 à Jablonec nad Nisou, est une biathlète tchèque.

## Carrière
Landová prend part à deux épreuves de l'IBU Cup en 2008-2009 pour ses débuts internationaux. En 2010, elle court les Championnats du monde junior. 
Finalement, ses premiers pas en Coupe du monde ont lieu en 2012 à Oslo, juste avant de participer aux Championnats du monde 2012. Elle marque ses premiers points en Coupe du monde en mars 2013 à Sotchi (37e).
Initialement classée quatrième du relais avec l'équipe tchèque aux Jeux olympiques de Sotchi en 2014, elle et ses coéquipières récupèrent ultérieurement la troisième place du fait de la disqualification des Russes et sont récompensées de la médaille de bronze. Celle-ci leur est attribuée en mars 2023 à Nove Mesto devant leur public, au cours d'une cérémonie officielle organisée dans le cadre de la Coupe du monde. Elle a aussi participé aux Championnats du monde 2012, 2013 et 2015. En 2013, elle a remporté le titre de championne du monde de la poursuite en biathlon d'été.
En Coupe du monde, elle obtient ses premiers podiums dans des relais lors de la saison 2014-2015, à Oberhof, Ruhpolding et Holmenkollen et signe son premier et seul top 10 individuel (10e) sur le sprint de Ruhpolding.
La saison 2015-2016 est sa dernière dans le biathlon de compétition. L'annonce de sa retraite est faite en 2017, et elle exprime alors son désir de devenir entraîneuse.

## Palmarès

### Jeux olympiques d'hiver
| Épreuve / Édition           | Individuel | Sprint | Poursuite | Départ en masse | Relais                              | Relais mixte |
| Jeux olympiques 2014 Sotchi | 59e        | 49e    | 51e       | —               | Médaille de bronze, Jeux olympiques | —            |

Légende :
- : première place, médaille d'or
- : deuxième place, médaille d'argent
- : troisième place, médaille de bronze
- : pas d'épreuve
- — : Non disputée par la biathlète

### Championnats du monde
| Mondiaux \ Épreuve | Individuel | Sprint | Poursuite | Départ en masse | Relais | Relais mixte |
| 2012 Ruhpolding    | 82e        | 73e    | —         | —               | 10e    | —            |
| 2013 Nove Mesto    | 61e        | 47e    | 42e       | —               | 10e    | —            |
| 2015 Kontiolahti   | 75e        | 65e    | —         | —               | 7e     | —            |

Légende :
- — : épreuve pas disputée par la biathlète

### Coupe du monde
- Meilleur classement général : 47e en 2015.
- Meilleur résultat individuel : 10e.
- 6 podiums en relais : 3 victoires, 1 deuxième place et 2 troisièmes places.

#### Classements en Coupe du monde
| Saison    | Classement général final | Individuel | Sprint | Poursuite | Mass start |
| 2011-2012 | nc                       | nc         | nc     |           |            |
| 2012-2013 | 97e                      | nc         | 86e    | nc        |            |
| 2013-2014 | 74e                      | nc         | 62e    | 75e       |            |
| 2014-2015 | 47e                      | 43e        | 53e    | 41e       | 43e        |
| 2015-2016 | 77e                      | 55e        | 78e    | nc        |            |

### Championnats d'Europe
- Médaille d'argent du relais en 2013.

### Championnats du monde de biathlon d'été
- Médaille d'or de la poursuite en 2013.
- Médaille d'argent du sprint en 2013.
- Médaille de bronze du relais mixte en 2012.

### Universiades
- Médaille d'or de la mass start en 2013 et 2015.
- Médaille de bronze de l'individuel et du relais mixte en 2013.
- Médaille de bronze du sprint en 2015.